# گوکچه‌یول (کوزان)
گوکچه‌یول (به ترکی استانبولی: Gökçeyol) یک منطقهٔ مسکونی در ترکیه است که در قوزان (ترکیه) واقع شده‌است.